# Norwegian Pearl
Le Norwegian Pearl est un navire de la classe Jewel construit en 2004 par la compagnie maritime Norwegian Cruise Line. Il est le sister-ship du Norwegian Jewel.
Lorsqu'il quitta le chantier naval de Meyer Werft et rejoignit la mer du Nord par le fleuve Ems, le 4 novembre 2006, la mise hors tension, pour des raisons de sécurité, de deux lignes de 400 kilovolts enjambant le fleuve entraîna, par effet domino, une des plus importantes pannes de courant en Europe de ces dernières décennies. 
Le Norwegian Pearl effectue des croisières à Seattle, Miami, en Alaska, à New York et aux Bahamas.